# 小牛向前冲
《小牛向前冲》是由央视动画有限公司和青岛普达海动漫影视有限责任公司联合出品，蔡志军执导，袁志发编剧的励志魔幻动画片，于2009年8月26日至2009年10月16日在中央电视台综合频道（CCTV-1）《大风车》栏目播出，全52集。
该作主要讲述的是大角牛与其他人一起对抗蝙蝠魔，让美丽家园恢复安宁与祥和的勇敢小牛的故事。该作运用三维二维等制作方式制作。

## 剧情简介
大角牛阴差阳错放出了被封印的蝙蝠魔，给牛大都带来了灭顶之灾，却又在莲花灯的召唤仪式上印证了英雄牛大汗的预言，成为了牛大都的拯救者。在重重考验中，大角牛的功力在不断增长，内心也在逐渐强大，他终于成长为合格的牛大汗的接班人，真正的拯救者。他带领大家消灭了蝙蝠魔，让牛大都恢复了安宁与祥和。

## 角色介绍

#### 大角牛
配音：王晓燕
善良的和平主义者，慢性子。最初，大角牛因为长着一对异乎于常人的大角，身体协调性差，动作笨拙，为此总是很自卑。虽然也会偷偷幻想成为盖世英雄，但从来不认为自己真的有这个能力。直到后来，在经历了一系列磨练后，大角牛终于坚强起来，勇敢承担起了肩上的责任。

#### 牛丫丫
配音：杨梦露
聪明理性，爱美。办事利落，急性子，但细心。善于解读他人内心，逻辑性强。有很强的正义感。和大角牛青梅竹马长大，就像大角牛的姐姐一样，对大角牛起初的自卑、软弱，又气又怜爱。每当大角牛被欺负时总是挺身而出。

#### 小飞侠
配音：张欣
一只小胖鸟，贪吃，尤其爱吃烤蘑菇，外号“小肥侠”。爱装英雄，但实际上胆小怕事。但在和大角牛、牛丫丫共同经历了冒险后，小飞侠把他们当作了自己真正的朋友。当朋友面临危险时，也有了挺身而出的勇气。

#### 牛魔王
配音：沈达威
喜剧性角色。好胜霸道，崇尚武力，喜欢欺负大角牛，但本性并不坏。可惜头脑简单，没什么智谋。被蝙蝠魔控制后，牛魔王变得狂妄自大，更加好斗。作为蝙蝠魔的“得力助手”，牛魔王因为有勇无谋，大部分时间都在帮倒忙。

#### 蝙蝠魔
配音：刘彬
最大反派。阴险凶恶，野心重重。企图用魔法统治牛大都和派乐达，为此他不惜一切手段，是一个彻头彻尾的大魔头。

## 制作人员
- 总策划：张海潮，袁志发
- 总制片人：郑敏
- 策划：吴宇炜
- 造型设计：吴冠英，杨数鹏
- 场景设计：张建军，马守宏，许同乐

## 电视原声
- 主题曲
  - 曲名：大角牛之之歌
  - 演唱：韩磊
  - 作词：袁志发
  - 作曲：肖白
- 片尾曲
  - 曲名：牵着梦想的手
  - 演唱：谭晶
  - 作词：袁志发
  - 作曲：肖白

## 所获奖项
- 2009年
  - 该作获得中国动画年会“影视动画推荐作品”荣誉，并且该作获得广电总局第四批推荐的优秀国产动画片，同时该作还获得了2009年中国十大推荐影视动画作品之一。[5]
- 2010年
  - 该作在首届中国十大卡通形象奖和最佳动画形象奖中被提名。[6]
- 2011年7月
  - 该作获得首届中国十大优秀原创动画企业小牛奖。
- 2012年
  - 该作获得第十二届精神文明建设“五个一工程”（2009—2012）“优秀作品奖”。[7]

## 外部連結
- 豆瓣电影上《小牛向前冲》的資料 （简体中文）